# حوالات

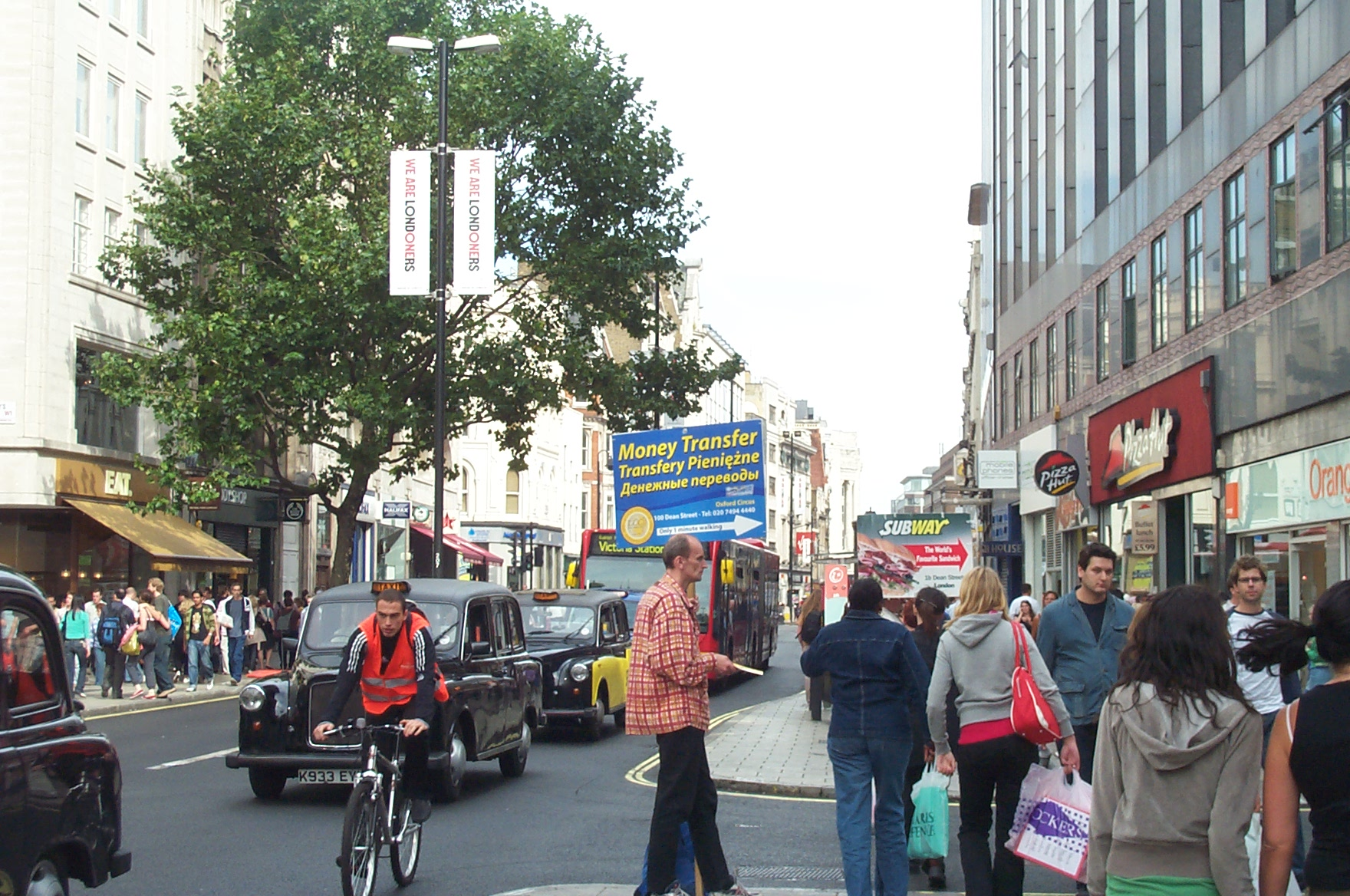

تحويل الأموال، غالبًا بواسطة العمال المهاجرين والمغتربين. بالنسبة للنفقات التي يرسلها العميل الخاصة بالأعمال التجارية، راجع إخطار تحويل الأموال. بالنسبة للمخصصات المالية التي تُرسل إلى شخص منفي بشرط ألا يعود إلى المنزل، انظر رجل التحويلات.
الحوالات هي تحويل الأموال، غالبًا بواسطة عامل أجنبي إلى فرد في وطنه. تتنافس الأموال التي يرسلها المهاجرون إلى الوطن مع المساعدة الدولية باعتبارها واحدة من أكبر التدفقات المالية إلى البلدان النامية. تعد تحويلات العمال جزءًا مهمًا من تدفقات رأس المال الدولية، خاصة فيما يتعلق بالدول المصدرة للعمالة.
وفقًا للبنك الدولي، نمت التحويلات العالمية الإجمالية في عام 2018 بنسبة 10% لتصل إلى 689 مليار دولار أمريكي، بما في ذلك 528 مليار دولار أمريكي للدول النامية. من المتوقع أن تنمو التحويلات العالمية الإجمالية بنسبة 3.7% لتصل إلى 715 مليار دولار أمريكي في 2019، بما في ذلك 549 مليار دولار أمريكي للدول النامية.
نظرًا للعدد الكبير من المغتربين والسكان المغتربين في الخارج، تظل الهند متصدرة على التوالي المتلقي الرئيسي للتحويلات، على سبيل المثال مع 80 مليار دولار أمريكي في 2018، 65.3 مليار دولار أمريكي (2.7% من الناتج المحلي الإجمالي للهند) في 2017، 62.7 مليار دولار أمريكي في 2016 و70 مليار دولار أمريكي في 2014. وكان كبار المتلقين الآخرين في 2018 67 مليار دولار للصين، و34 مليار دولار لكل من الفلبين والمكسيك، و 26 مليار دولار لمصر.

## مدى عالمي
تلعب التحويلات المالية دوراً متزايد الأهمية في اقتصادات العديد من البلدان. فهي تساهم في النمو الاقتصادي وفي سبل عيش تلك البلدان. وفقًا لتقديرات البنك الدولي، سيبلغ إجمالي التحويلات 573 مليار دولار أمريكي في عام 2019، ذهب منها 422 مليار دولار أمريكي إلى البلدان النامية التي شارك فيها 250 مليون عامل مهاجر. بالنسبة لبعض البلدان المتلقية الفردية، يمكن أن تصل التحويلات إلى ثلث ناتجها المحلي الإجمالي.
للتحويلات الدولية تأثير كبير على الاقتصادات النامية في العالم، حيث توجه غالبية التحويلات، 441 مليار دولار في عام 2015، إلى الدول النامية. ويبلغ هذا المبلغ ثلاثة أضعاف ما يقرب من 131 مليار دولار من المساعدة الإنمائية الرسمية العالمية. بالنسبة للعديد من الدول النامية، تشكل التحويلات المستلمة جزءًا كبيرًا من اقتصاداتها التي تتلقى غالبًا أكثر من 10 % من الناتج المحلي الإجمالي من التحويلات كل عام.

### أعلى الدول المتلقية للحوالات
| الدولة   | 2012  | 2013  | 2014  | 2015  | 2016 | 2017 | 2018 | 2019 |
| -------- | ----- | ----- | ----- | ----- | ---- | ---- | ---- | ---- |
| الهند    | 68.82 | 69.97 | 70.97 | 72.20 | 62.7 | 69   | 78.6 | 82.2 |
| الصين    | 57.99 | 59.49 | 61.49 | 63.90 | 61.0 | 64   | 67.4 | 70.3 |
| المكسيك  | 23.37 | 23.02 | 24.50 | 25.70 | 28.5 | 31   | 35.7 | 38.7 |
| الفلبين  | 24.61 | 26.70 | 27.90 | 29.80 | 29.9 | 33   | 33.8 | 35.1 |
| مصر      | 19.24 | 17.83 | 19.83 | 20.40 | 16.6 | 20   | 28.9 | 26.4 |
| نيجيريا  | 20.63 | 20.89 | 20.88 | 20.89 | 19.0 | 22   | 24.3 | 25.4 |
| باكستان  | 14.01 | 14.63 | 17.80 | 20.10 | 19.8 | 20   | 21   | 21.9 |
| بنغلاديش | 14.24 | 13.86 | 15.10 | 15.80 | 13.7 | 13   | 15.5 | 17.5 |
| فيتنام   | 10.00 | 11.00 | 11.80 | 12.30 | 13.4 | 14   | 15.9 | 16.7 |
| أوكرانيا | 4.8   | 5.3   | 5.5   | 9.3   | 10.2 | 10.8 | 11.3 | 15.9 |
| نيبال    | 5.9   | 6.01  | 5.29  | 5.8   | 6.40 | 6.68 | 8.1  | 5.19 |

ملحوظة: البلدان المذكورة أدناه هي أكبر 15 دولة متلقية للتحويلات فقط لعام 2013. وتستخدم بيانات البنك الدولي لجميع البلدان والسنوات.
كنسبة من إجمالي الناتج المحلي، كانت أكبر الدول المستفيدة من التحويلات في عام 2013 هي تيمور - ليشتي (16.6%)، وطاجيكستان (42.1%)، وقيرغيزستان (31.5%)، ونيبال (28.8%)، ومولدوفا (24.9%)، وليسوتو (24.4%). ساموا (23.8%)، هايتي (21.1%)، أرمينيا (21.0%)، غامبيا (19.8%)، ليبيريا (18.5%)، لبنان (17.0%)، هندوراس (16.9%)، السلفادور (16.4%)، وكوسوفو (16.1%)، وجامايكا (15.0%)، والبوسنة والهرسك (8.82%، وهو 1.540 مليار دولار لعام 2017 في 31 ديسمبر 2017 بمعدل تحويل بين اليورو والدولار الأمريكي).